# 达斯
达斯（西班牙语）是西班牙加泰罗尼亚赫罗纳省的一个市镇。总面积15平方公里，总人口220人（2014年），人口密度14.8人/平方公里。